# Kriegerdenkmal Zäckwar
Das Kriegerdenkmal Zäckwar ist ein denkmalgeschütztes Kriegerdenkmal im Ortsteil Zäckwar der Gemeinde Lanitz-Hassel-Tal in Sachsen-Anhalt. Im örtlichen Denkmalverzeichnis ist der Gedenkstein unter der Erfassungsnummer 094 82916 als Baudenkmal verzeichnet.
Das Kriegerdenkmal von Zäckwar befindet sich am Rand des Friedhofs. Es handelt sich um eine Mauer, aus deren Mitte sich eine Stele erhebt. Die obere Kante der Mauer ist geschwungen. Am Fuß der Stele ist eine schwarze Marmorplatte als Gedenktafel für die Gefallenen des Ersten Weltkriegs mit der Inschrift Den Gefallenen zum ehrenden Gedächtnis In Dankbarkeit gewidmet von der Gemeinde Zäckwar. sowie den Namen der Gefallenen. Über der Gedenktafel sind die Jahreszahlen 1914 – 1918 in die Stele eingemeißelt. Etwas über der Gedenktafeln befindet sich ein Stahlhelm mit einem Schwert. Am oberen Ende der Stele befindet sich ein Eisernes Kreuz mit einem Eichenkranz.

## Quelle
- Kriegerdenkmal Zäckwar, abgerufen am 8. September 2017.